# 천즈중 (정치인)

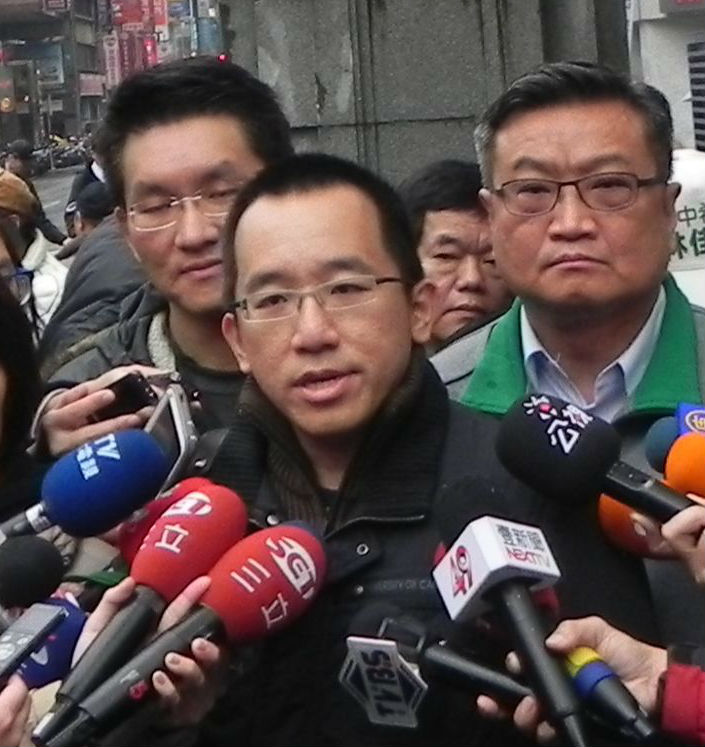
천즈중

천즈중(중국어: 陳致中, 병음: Chén Zhìzhōng, 1979년 1월 22일 ~ )은 대만의 정치인이다. 천수이볜과 우수전의 아들로 태어났다. 국립 타이완 대학 법대를 졸업해 버클리 대학 법학석사 학위를 받았다. 2010년 가오슝시 시의원에 당선됐으나, 부친 천수이볜의 재판에서 위증을 한 죄로 3개월 징역형을 선고받아 시의원 자격을 박탈당했다.